# Raupenschlepper Ost
Raupenschlepper Ost (RSO) byl německý dělostřelecký tahač užívaný ve druhé světové válce.
Na počátku druhé světové války používala německá armáda k přepravě děl i materiálu stále velké množství koňských potahů. V podmínkách tažení do SSSR se ukázalo, že koně na tuto přepravu nestačí a ani stávající kolové a kolopásové tahače nebyly na tamní podmínky uzpůsobeny. Proto bylo rozhodnuto o výrobě speciálních pásových traktorů, z jejichž názvu již bylo zřejmé, kde je zejména jejich užití určeno.
RSO se požíval nejen jako dělostřelecký tahač, ale sloužil jako nákladní vůz, tahač přívěsů, vůz s ambulantní nástavbou či jako samohybné dělo osazené kanónem 7,5 cm PaK 40/1.
Celkem bylo vyrobeno zhruba 23 tisíc kusů všech verzí.

## Galerie

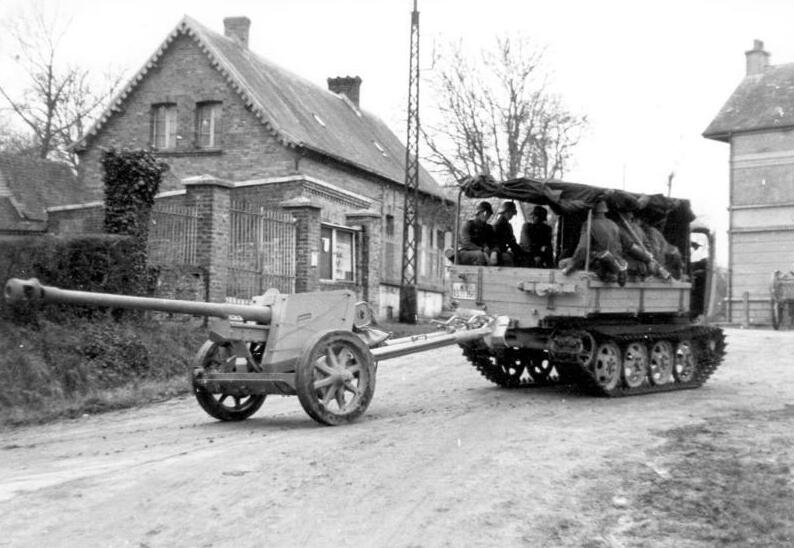
Raupenschlepper Ost při přepravě
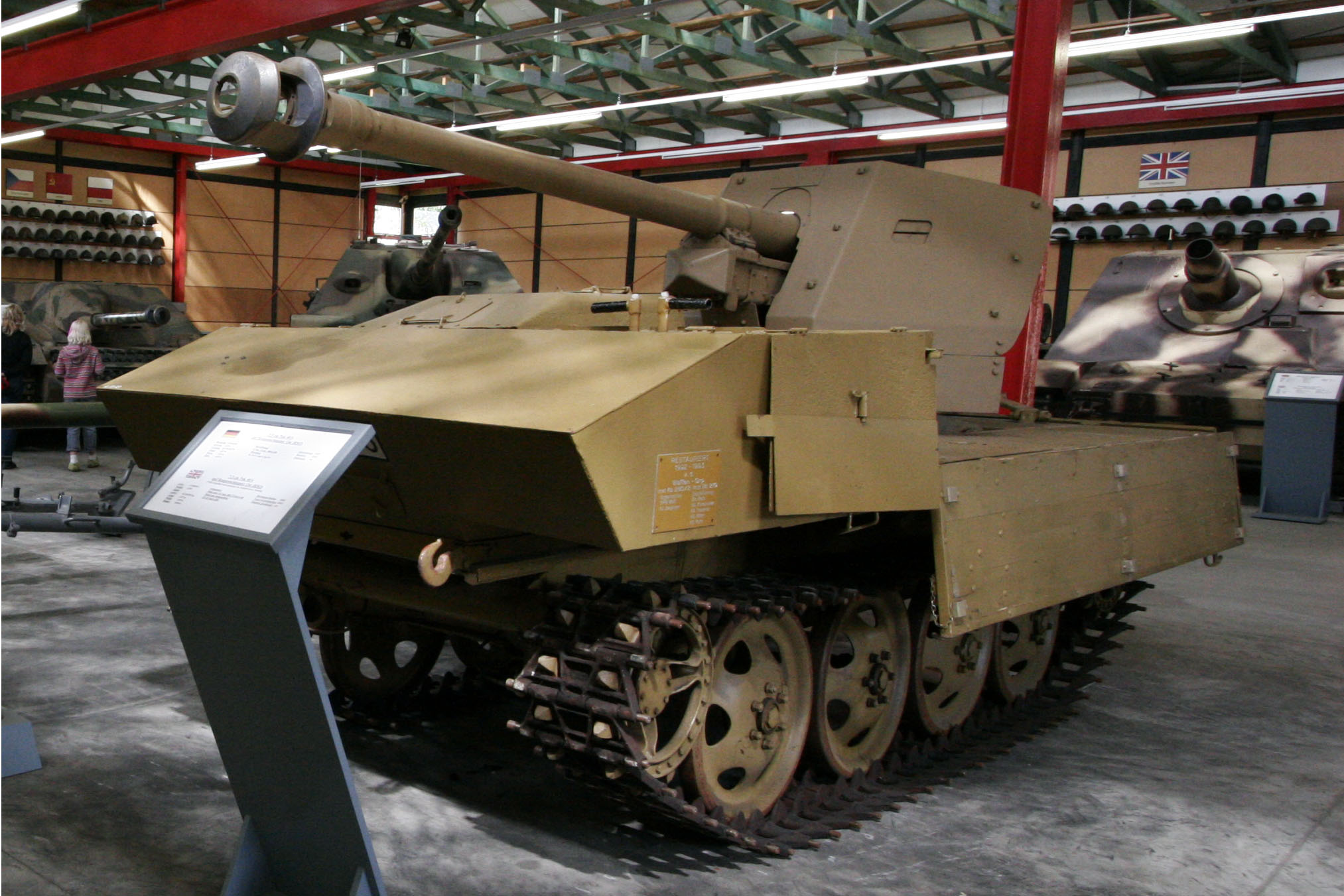
Samohybné dělo RSO/PAK40
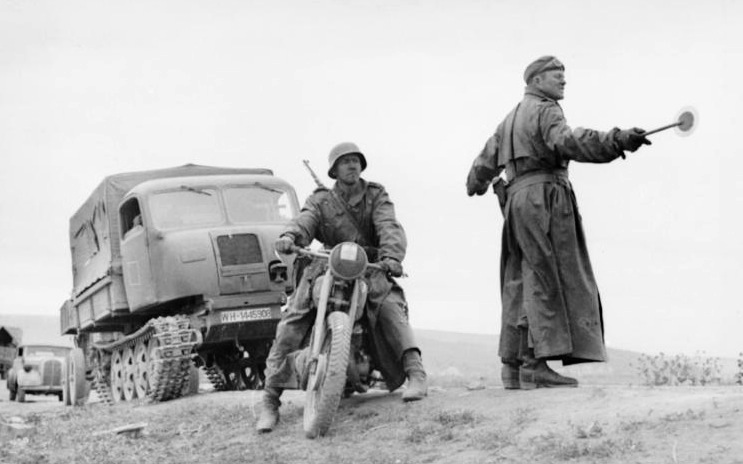
RSO před bitvou u Kurska
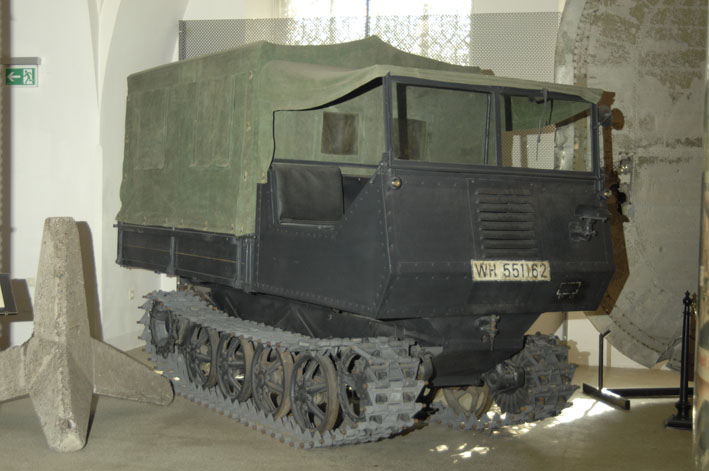
RSO/03